# Kościół ewangelicki w Spiskim Podgrodziu
Kościół ewangelicki (słow. Evanjelický kostol) – klasycystyczna świątynia znajdująca się w słowackim mieście Spiskie Podgrodzie, w kraju preszowskim.

## Opis
Jednonawową świątynię wzniesiono w latach 1799-1808 w stylu klasycystycznym, wieżę dobudowano w latach 1829-1832. W 1856 kościół został zniszczony przez pożar, w 1889 odremontowano wyposażenie wnętrza. Ołtarz zdobi obraz Chrystusa w Ogrodzie Oliwnym autorstwa Jozefa Czauczika, klasycystyczna ambona oraz ławki pochodzą z początku wieku XIX. Oryginalna chrzcielnica została pod koniec XIX wieku zastąpiona nową, neogotycką, a stare naczynie stoi obecnie w zakrystii. Również organy pochodzą z końca XIX wieku. Prócz tego wnętrze zdobi XVII-wieczny, barokowy obraz Ukrzyżowania oraz XVIII-wieczny, późnobarokowy obraz Ofiarowania Izaaka.

## Galeria

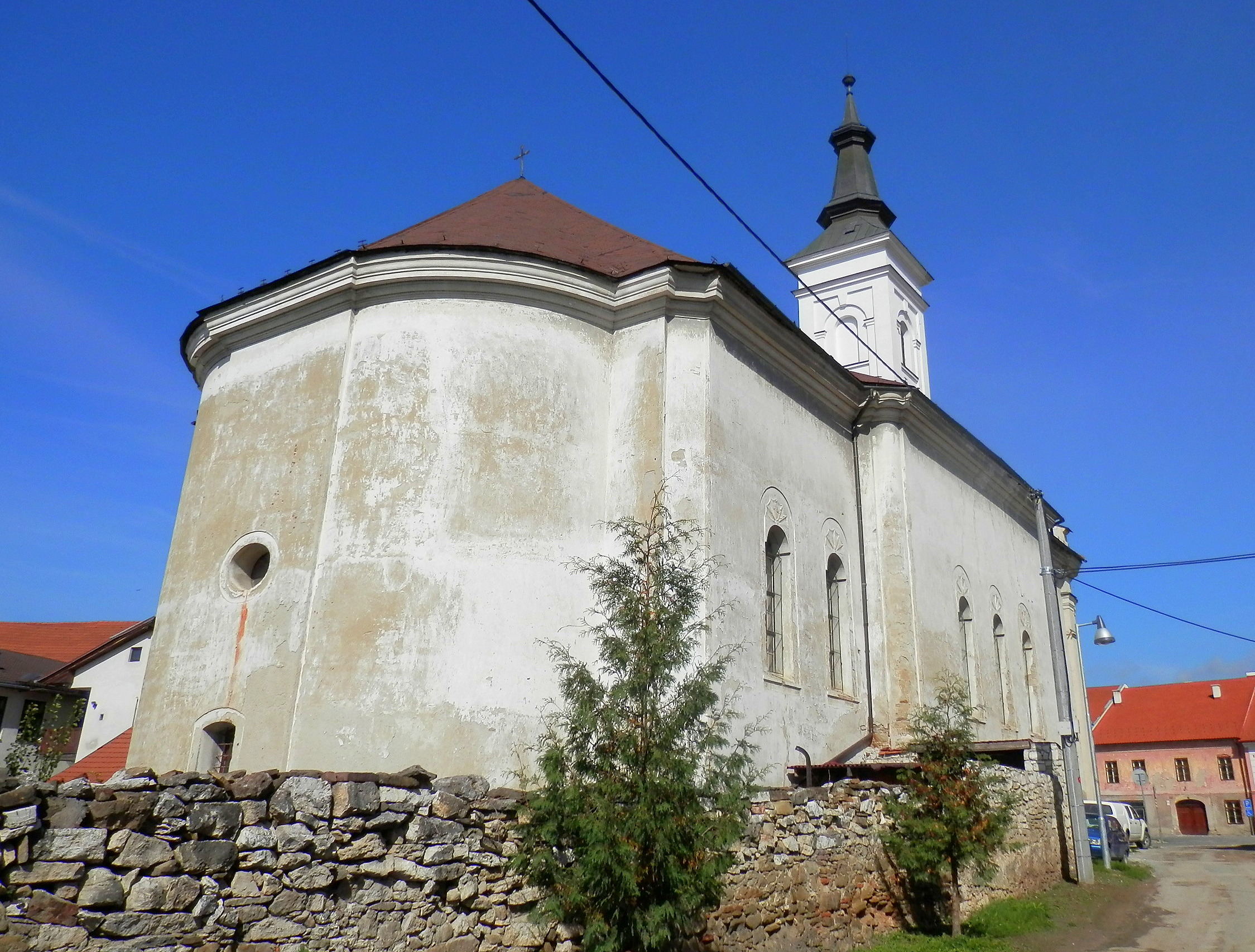
Widok z południa
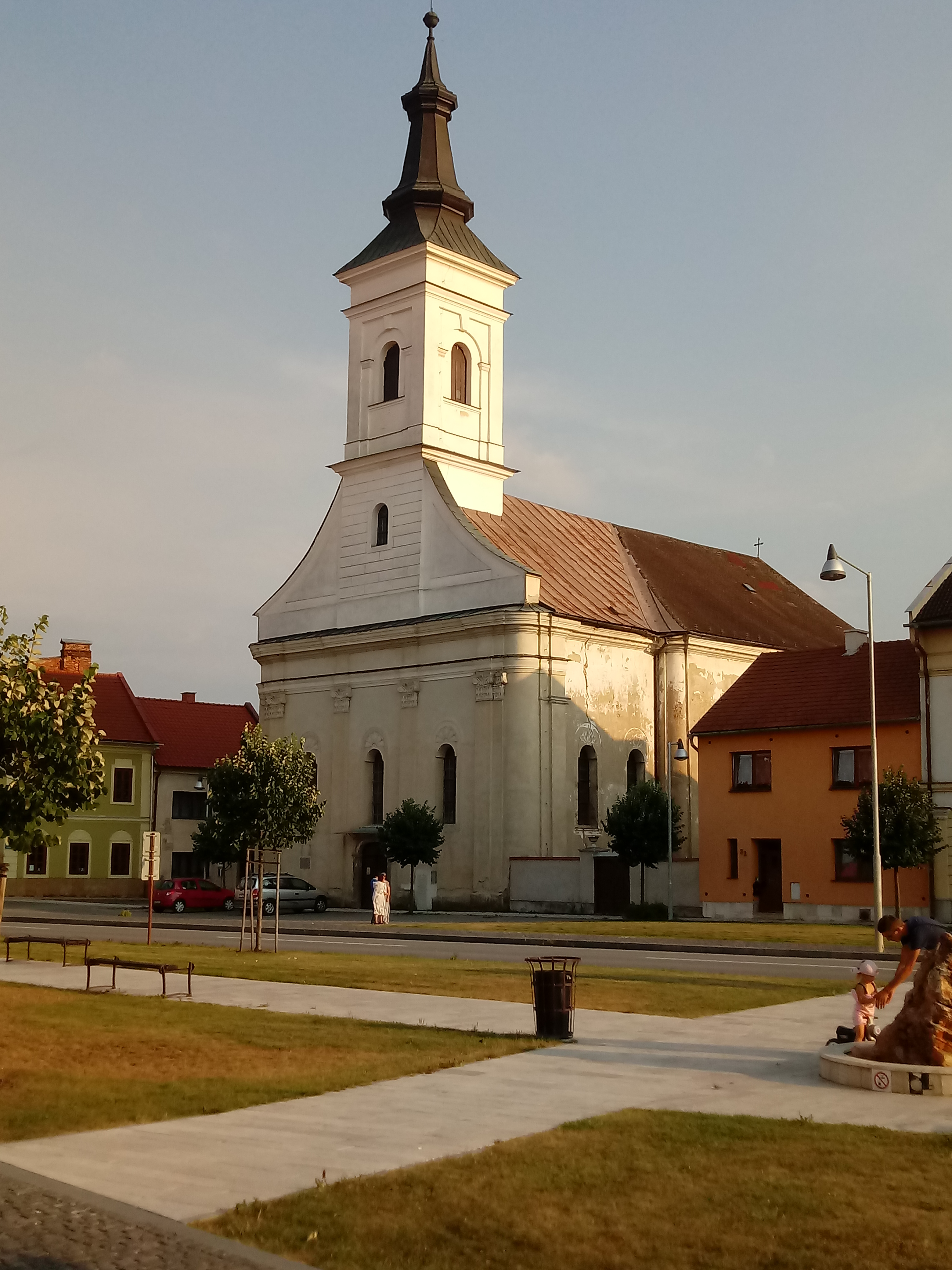
Widok z północnego zachodu
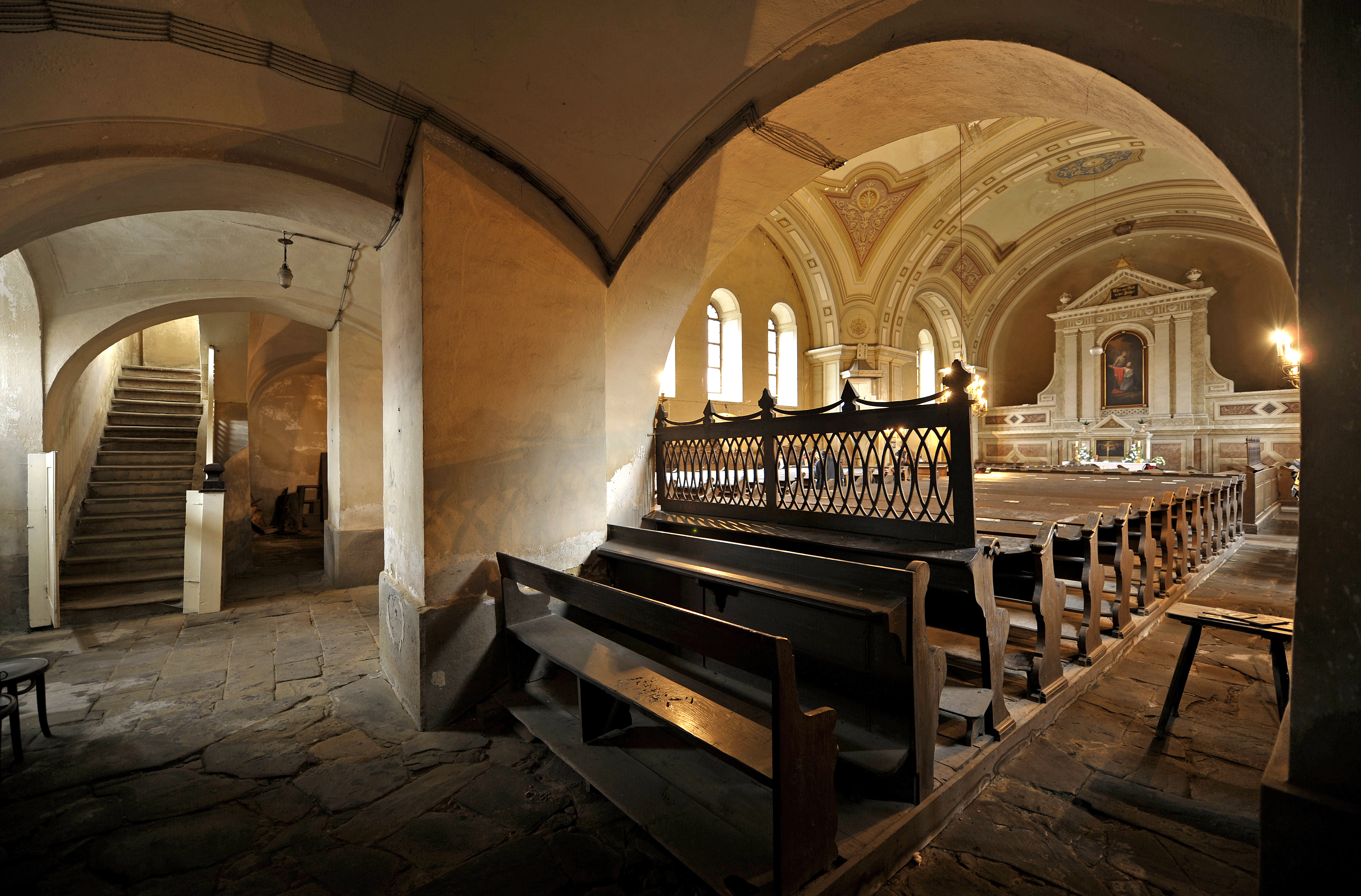
Wnętrze